# Sebastián Andújar
Sebastián Andújar (nacido el 14 de marzo de 1974) es un empresario, productor agropecuario y político uruguayo perteneciente al Partido Nacional.
Milita en filas nacionalistas desde los 15 años. En las elecciones de octubre de 2014 fue electo diputado por el departamento de Canelones, siendo reelecto para el periodo siguiente.
Durante ese primer período, fue expulsado en 2015 del sector político por el que había sido electo "Todos hacia Adelante" por irregularidades, incluyendo la aparición de cheques con firmas falsificadas. Pero en 2017 volvió a integrar el bloque político encolumnado con el Herrerismo.
El primero marzo de 2023 asumió como presidente de la Cámara de Representantes de Uruguay.